# حسن عبدالکریم
حسن عبدالکریم جبار سید (زادهٔ ۱ ژانویهٔ ۱۹۹۹) که با نام قوقیه نیز شناخته می‌شود، بازیکن فوتبال اهل عراق است که در پست هافبک برای باشگاه ورزشی الکرخ در لیگ برتر فوتبال عراق بازی می‌کند.
وی همچنین در تیم‌های ملی فوتبال زیر ۱۹ سال عراق، زیر ۲۳ سال عراق و عراق بازی کرده‌است.